# Koryfena
Koryfena, złota makrela, smagla (Coryphaena hippurus) – gatunek drapieżnej ryby okoniokształtnej z rodziny koryfenowatych (Coryphaenidae). 

## Zasięg występowania
Zasięg obejmuje tropikalne i subtropikalne wody całego świata, strefa pelagialna, głównie tuż pod powierzchnią wody.

## Opis
Ciało krępe, wydłużone, pokryte drobną łuską. Duży otwór gębowy wyposażony w małe, ostre zęby. Ubarwienie zmienne. Płetwa ogonowa głęboko wcięta. Dymorfizm płciowy widoczny w kształcie czoła, które u samców unosi się niemal pionowo w górę, u samic bardziej zaokrąglone. 
Koryfeny osiągają do 210 cm długości i 40 kg masy ciała. Są sprawnymi, szybkimi pływakami. Potrafią rozwinąć prędkość do 50 węzłów. Żywią się rybami - głównie rybami latającymi - zooplanktonem, skorupiakami i kałamarnicami.

## Znaczenie gospodarcze
Poławiane gospodarczo oraz w wędkarstwie.